# Norma Rizzi
Norma Rizzi (26 febbraio 1993) è una cestista italiana.

## Carriera

### Nei club
Alta 171 centimetri, è cresciuta nelle squadre giovanili del Basket Team Crema fino ad approdare nella prima squadra nella stagione 2008-09, seguendone le sorti senza mai cambiare maglia.
Con il Basket Team Crema ha subito una retrocessione in serie B (stagione 2011-12) una promozione in A2 (dalla stagione 2012-13) e una promozione in A1 (dalla stagione 2022-23).
Ha vinto cinque Coppe Italia di Serie A2 consecutive dal 2018 al 2022.
Il suo paese di residenza, Spino d'Adda, le he conferito nell'anno 2022 il riconoscimento di "Spinese dell'anno" per i suoi meriti sportivi.

## Statistiche
Statistiche aggiornate al 20 maggio 2023

### Stagione regolare
| Stagione        | Squadra           | Competizione | Partite | Partite | Partite | Statistiche tiro | Statistiche tiro | Statistiche tiro | Altre statistiche | Altre statistiche | Altre statistiche | Altre statistiche | Altre statistiche |
| Stagione        | Squadra           | Competizione | Pres.   | Titol.  | Minuti  | Tiri da 2        | Tiri da 3        | Liberi           | Rimb.             | Assist            | Rubate            | Stopp.            | Punti             |
| --------------- | ----------------- | ------------ | ------- | ------- | ------- | ---------------- | ---------------- | ---------------- | ----------------- | ----------------- | ----------------- | ----------------- | ----------------- |
| 2008-2009       | Basket Team Crema | Serie A2     | 20      |         | 120     | 7/10             | 0/2              | 2/2              | 4                 | 0                 | 3                 | 1                 | 16                |
| 2009-2010       | Basket Team Crema | Serie A2     | 27      |         | 254     | 16/31            | 4/19             | 4/14             | 17                | 8                 | 18                | 8                 | 48                |
| 2010-2011       | Basket Team Crema | Serie A2     | 31      |         | 608     | 60/109           | 5/36             | 44/64            | 43                | 12                | 36                | 14                | 179               |
| 2011-2012       | Basket Team Crema | Serie B      | 23      |         | 554     | 62/106           | 11/59            | 34/62            | 43                | 24                | 57                | 7                 | 193               |
| 2012-2013       | Basket Team Crema | Serie A2     | 29      |         | 616     | 32/72            | 10/56            | 25/42            | 45                | 24                | 44                | 11                | 119               |
| 2013-2014       | Basket Team Crema | Serie A2     | 21      |         | 586     | 29/83            | 18/68            | 33/45            | 56                | 35                | 31                | 3                 | 145               |
| 2014-2015       | Basket Team Crema | Serie A2     | 26      |         | 652     | 47/108           | 11/57            | 76/107           | 78                | 40                | 41                | 11                | 203               |
| 2015-2016       | Basket Team Crema | Serie A2     | 33      |         | 867     | 79/186           | 13/51            | 77/101           | 132               | 54                | 44                | 13                | 274               |
| 2016-2017       | Basket Team Crema | Serie A2     | 31      |         | 877     | 78/166           | 16/48            | 33/78            | 122               | 64                | 46                | 11                | 282               |
| 2017-2018       | Basket Team Crema | Serie A2     | 32      |         | 925     | 49/126           | 20/66            | 62/81            | 112               | 50                | 44                | 16                | 220               |
| 2018-2019       | Basket Team Crema | Serie A2     | 34      |         | 1002    | 66/150           | 24/91            | 51/61            | 126               | 87                | 47                | 5                 | 255               |
| 2019-2020       | Basket Team Crema | Serie A2     | 20      |         | 581     | 41/91            | 22/55            | 20/26            | 89                | 44                | 24                | 6                 | 168               |
| 2020-2021       | Basket Team Crema | Serie A2     | 28      |         | 760     | 33/78            | 22/72            | 43/56            | 93                | 38                | 21                | 4                 | 175               |
| 2021-2022       | Basket Team Crema | Serie A2     | 33      |         | 635     | 34/66            | 26/79            | 19/26            | 80                | 36                | 42                | 1                 | 165               |
| 2022-2023       | Basket Team Crema | Serie A1     | 28      |         | 222     | 6/14             | 8/26             | 11/14            | 16                | 11                | 5                 | 0                 | 47                |
| Totale carriera |                   |              |         |         |         |                  |                  |                  |                   |                   |                   |                   |                   |

### Coppe nazionali
| Stagione        | Squadra           | Competizione          | Partite | Partite | Partite | Statistiche tiro | Statistiche tiro | Statistiche tiro | Altre statistiche | Altre statistiche | Altre statistiche | Altre statistiche | Altre statistiche |
| Stagione        | Squadra           | Competizione          | Pres.   | Titol.  | Minuti  | Tiri da 2        | Tiri da 3        | Liberi           | Rimb.             | Assist            | Rubate            | Stopp.            | Punti             |
| --------------- | ----------------- | --------------------- | ------- | ------- | ------- | ---------------- | ---------------- | ---------------- | ----------------- | ----------------- | ----------------- | ----------------- | ----------------- |
| 2011/2012       | Basket Team Crema | Coppa Italia Serie B  | 3       |         | 0       |                  |                  |                  |                   |                   |                   |                   | 0                 |
| 2015/2016       | Basket Team Crema | Coppa Italia Serie A2 | 1       |         | 21      | 1/4              | 0/0              | 0/0              | 3                 | 2                 | 0                 | 0                 | 2                 |
| 2017/2018       | Basket Team Crema | Coppa Italia Serie A2 | 3       |         | 83      | 4/8              | 0/7              | 5/6              | 8                 | 6                 | 7                 | 0                 | 13                |
| 2018/2019       | Basket Team Crema | Coppa Italia Serie A2 | 3       |         | 90      | 7/13             | 3/12             | 7/9              | 20                | 14                | 4                 | 0                 | 30                |
| 2020/2021       | Basket Team Crema | Coppa Italia Serie A2 | 3       |         | 92      | 2/11             | 1/7              | 5/6              | 12                | 9                 | 3                 | 0                 | 12                |
| 2020/2021       | Basket Team Crema | Coppa Italia Serie A2 | 3       |         | 84      | 1/8              | 2/6              | 7/8              | 15                | 6                 | 6                 | 0                 | 15                |
| 2021/2022       | Basket Team Crema | Coppa Italia Serie A2 | 3       |         | 62      | 3/5              | 1/4              | 4/4              | 7                 | 13                | 1                 | 0                 | 13                |
| Totale carriera |                   |                       |         |         |         |                  |                  |                  |                   |                   |                   |                   |                   |

## Palmarès
- Coppa Italia di Serie A2: 5
Crema: 2018, 2019, 2020, 2021, 2022
- Campionato italiano di Serie A2: 1
Crema: 2021-22